# 왓츠 오페라, 닥?
《왓츠 오페라, 닥?》(What's Opera, Doc?)은 미국에서 워너브라더스 카툰스를 위해 제작된 척 존스 감독의 1957년 애니메이션 영화이다. 멜 블랭크 등이 주연으로 출연하였다.

## 출연

### 주연
- 멜 블랭크